# Tierno Bokar
Pour les articles homonymes, voir Bokar.
 (août 2020).
Si vous disposez d'ouvrages ou d'articles de référence ou si vous connaissez des sites web de qualité traitant du thème abordé ici, merci de compléter l'article en donnant les références utiles à sa vérifiabilité et en les liant à la section « Notes et références ».
Tierno Bokar ou Thierno Bokar (né en 1875 à Ségou et mort en février 1940) est le fondateur d'une école coranique à Bandiagara, au Mali, affiliée à la Tijaniyya.

## Biographie
Tierno Bokar nait en 1875 à Ségou sur la rive droite du fleuve Niger. Par sa mère, il est le petit-fils de El Hadj Seydou Hann, grand maître soufi haoussa de Sokoto (Nord-Ouest de l'actuel Nigeria) installé à Ségou en 1862 à l'appel d'El Hajj Oumar Tall, lui aussi disciple de la Tijaniyya, qui veut développer l'enseignement de l'islam selon la tradition de la Tijaniyya. Par son père, il est prince toucouleur, de la famille d'El Hadj Oumar.
Avec la conquête française, la famille de Tierno Bokar doit quitter Ségou : elle s'installe donc à Bandiagara, en pays dogon, au Mali. Il trouve là l'enseignement d'un grand maître soufi mystique tijane, Amadou Tafsirou Bâ, qui lui ouvre sa bibliothèque et lui permet de découvrir la pensée d'El Hadj Oumar et surtout celle d'Ahmed Tidjani, fondateur de la Tijaniyya. Cependant, tout en lui permettant l'accès aux livres, Amadou Tafsirou Bâ le met très fermement en garde contre l'utilisation de textes mal compris reprenant en cela l'engagement au "grand djihad" enseigné par l'exemple familial : l'effort vers Dieu passe d'abord par une lutte contre soi-même.

### Fondation de la zaouïa
En 1908, après le décès d'Amadou Tafsirou Bâ, Tierno Bokar fonde sa propre zaouïa, c'est-à-dire son école coranique, avec un internat.
La vie y est très strictement réglée. Tous les matins, le maître se lève à trois heures et médite, jusqu'au lever du jour. À ce moment-là, il réveille les élèves pour la première prière qu'ils récitent dans la zaouïa alors que Tierno Bokar se rend à la mosquée. Après le premier repas pris en commun, commence l'enseignement, jusqu'au repas de midi et la deuxième prière de la journée. Puis l'enseignement reprend jusqu'à la prière de l'après-midi, après laquelle les élèves sont libres. De la prière de Maghreb (couchant) à celle de la nuit, Tierno Bokar est à la mosquée. Après cette dernière prière, il prend un léger repas et préside à la veillée. Du mercredi midi au vendredi soir, les élèves bénéficient d'un congé. Le rythme de la vie de la zaouïa n'est modifié qu'au moment de l'hivernage, lorsque tout le monde doit participer aux travaux des champs ; les moments d'enseignement sont alors réduits. L'enseignement est gratuit. La vie est simple, mais elle n'est pas puritaine, Tierno Bokar s'opposant vigoureusement au puritanisme musulman de type wahhabite.

### Colonisation française
Plusieurs dizaines d'enfants recueillent ainsi l'enseignement de Tierno Bokar dont la fin de la vie est pourtant dramatiquement plongée dans l'isolement : les autorités coloniales françaises, mal informées des querelles religieuses et familiales de l'Afrique noire, ne savent pas reconnaître la profondeur du message d'Amour et de Paix de Tierno Bokar. Mal conseillées et incapables de comprendre l'attitude fondamentalement pacifiste du maître, elles le contraignent à fermer la zaouïa et interdisent tout contact avec lui.
Tierno Bokar, qui a compris le malentendu, vit, malgré l'isolement, dans l'espérance et la quête de la Connaissance et de la Vérité, seules capables d'apporter la réconciliation religieuse et l'Amour. Par-delà l'injustice qui lui est faite, son inquiétude, à la veille de sa mort, à la fin des années 1930, vient surtout de l'amer constat du déclin de la spiritualité et du rôle croissant de l'argent.
Des querelles religieuses et familiales sont nées autour d'une prière appelée la « perle de perfection » (djawartu al kamal) qui, selon les tijanes de l'époque, se récitait « à 12 grains » (c'est-à-dire 12 fois) et non à 11 grains comme le faisait le fondateur Ahmed Tidjane. C'est pour avoir pris parti pour le cheikh Ahmedou Hamahoullah qui prônait la prière à 11 grains que Tierno Bokar s'est fait exclure de la communauté tijane de l'époque et est mort quasiment seul dans sa zaouia.

## Influence littéraire et théâtrale
On a pu mieux connaître l'enseignement de Tierno Bokar grâce à Amadou Hampâté Bâ, un de ses disciples, tant dans son livre de souvenirs d'enfance Amkoullel, l'enfant peul que dans son petit livre Vie et enseignement de Tierno Bokar. Ce dernier fut adapté au théâtre par Peter Brook en 2004 notamment avec Sotigui Kouyaté.